# Exposed
Az Exposed (magyarul: exponált, közszemlére tett) Mike Oldfield 1979-ben megjelent dupla koncertlemeze.
Oldfield az Incantations megjelenése után nagyszabású koncertkörútra indult. 1979 márciusában és áprilisában fellépett Spanyolországban, Németországban, Belgiumban, Hollandiában, Dániában és Angliában is. Ezeken a koncerteken vették fel az Exposed albumon megjelent anyagot. (A lemezen hallható anyag több koncert összevágása.)
Az album első lemeze az Incantations anyagát tartalmazza. Ez szerkezetében megegyezik az akkor frissen kiadott albummal. A második lemezen a Tubular Bells előadása hallható, amely jelentős átdolgozáson esett át, második részéből pedig egyes témákat kihagytak. Az utolsó szám a Guilty. Ennek a végéhez a Tubular Bells első részének záró témáját illesztették a koncerten.
2005-ben DVD-n is megjelent a Londonban felvett koncert anyaga, amely természetesen eltér a CD-változattól, hiszen azt több koncertből rakták össze.

## Számok

### CD 1
1. "Incantations (Part 1 + Part 2)" – 26:31
2. "Incantations (Part 3 + Part 4)" – 20:50

### CD 2
1. "Tubular Bells (Part 1)" – 28:42
2. "Tubular Bells (Part 2)" – 12:00
3. "Guilty" – 5:37

## Zenészek
- Mike Oldfield – gitárok
- Nico Ramsden – gitárok
- Phil Beer – gitár, vokál
- Pekka Pohjola – basszusgitár
- Pierre Moerlen – dob
- Mike Frye, Benoit Moerlen, David Bedford – ütőhangszerek
- Ringo McDonough – bodhran
- Pete Lemer, Tim Cross – billentyűs hangszerek
- Maddy Prior – vokál
- Ray Gay; Ralph Izen, Simpo Salminen, Colin Moore – trombita
- Sebastian Bell, Chris Nicholls – fuvola
- Don McVay, Pauline Mack, Danny Daggers, Melinda Daggers, Liz Butler, Ross Cohen – hegedű
- Nigel Warren-Green, Vanessa Park, David Bucknall, Jessica Ford – cselló
- Nick Worters, Joe Kirby – bőgő
- Debra Bronstein, Marigo Acheson, Emma Freud, Diana Coulson, Mary Elliott, Mary Creed, Cecily Hazell, Wendy Lampitt, Clara Harris, Emma Smith, Catherine Loewe – kórus
- David Bedford – vonós hangszerelés

## Produkció
- Felvételvezető: Philp R. Newell
- Hangmérnökök: Alan Perkins, Greg Shriver, Kurt Munkacsi
- Asszisztensek: Ken Capper, Chris Blake
- Felvétel: The Manor Studio's Mobile
- Keverés: The Town house, London
- Köszönet: Sally Arnold, turnészervező

## Érdekességek
- A turné veszteséges volt, emiatt több állomást ki kellett hagyni. Utána anyagi okokból gyorsan új lemezt kellett kiadni, ez lett a még ugyanebben az évben megjelent Platinum.